# Lac Eppalock
Le Lac Eppalock est un lac articifiel situé au centre-nord du Victoria, en Australie, sur la Campaspe River, un affluent du Murray. 

## Géographie
Il est situé entre la ville de Bendigo et de la ville de Heathcote et sert de grand réservoir de stockage de l'eau pour les deux villes. Dans le passé, le lac a été une attraction majeure pour ceux qui participent à des sports nautiques comme le ski nautique, avec un certain nombre de parcs touristiques et d'hébergement autour du lac. Toutefois, le très faible niveau d'eau du lac a fait en sorte que ces activités n'ont pas été possibles ces trois ou quatre dernières années et que des restrictions ont été mises en place en limitant les activités de loisirs sur le lac.
Il est alimenté par la Campaspe River et la Coliban River, et son émissaire est la Campaspe River, un affluent du Murray.

## Histoire
Il a été construit entre les années 1960 et 1964, par la société Earth and Rockfill, pour l'irrigation et apporter de l'eau à Bendigo.
Le lac Eppalock est administré par l'entreprise Goldburn-Murray Water.